# Amy Dumas
Amy Christine Dumas (* 14. dubna 1975, Fort Lauderdale), lépe známá pod mononymem Lita, je hlavní zpěvačka skupiny The Luchagors a hlavně bývalá profesionální wrestlerka a WWE diva, aktivní v letech 1999 - 2006.

## Dětství
Amy Christine Dumas jako dítě vystřídala mnoho základních škol. Studovala na Georgia State University ale v roce 1993 toho nechala, protože měla pocit že je to příliš podobné jako na střední škole.
Později, ve Washingtonu D.C., hrála Amy na basovou kytaru v různých kapelách a pracovala jako předskokan pro méně známou kapelu. Začala chodit na kurzy juda a začala se věnovat wrestlingu.

## Profesionální wrestlingová kariéra
Wrestling se Amy zalíbil poté, co viděla Reye Mysteria, Mexického wrestlera, zápasit v epizodě WCW o mistrovství světa. V roce 1998 odcestovala do Mexika kde se dozvěděla více o tomto sportu a také o tom, jak ho provozovat. Své vzdělání financovala v tanečním klubu pod pseudonymem Misty. Během svého pobytu v Mexiku byla Amy trénována mnoha wrestlery, vč. Kevina Quinna, Miguela Peréze a Rickyho Santany. Po dokončení své přípravy zápasila Amy pro mexickou wrestlingovou společnost Empresa Mexicana.

### Extreme Championship Wrestling (1999)
Na jaře roku 1999 byla Amy oslovena Paulem Heymanem, majitelem a manažerem Extreme Championship Wrestling (ECW). Zde debutovala pod jménem Miss Congeniality jako přítelkyně Dannyho Doringa. Později začala používat jméno Angelica a 18. července udělala svůj pay-per-view debut v show Heat Wave kde o ní měl Doring, v části příběhu, zájem.
Amy se seznámila s Dory Funkem mladším, který jí trénoval ve svém středisku „Funkin' Conservatory“. Zde byla trénována společně s dvaceti třemi muži a po dokončení tréninku se vrátila zpět to ECW. Mezitím Dory Funk se svou manželkou sestříhali video ze záznamů Amyných záznamů z tréninku a zaslali jej největší wrestlingové společnosti na světě, World Wrestling Federation. Na WWF udělala Amy dostatečně velký dojem na to, aby s nimi 1. listopadu 1999 podepsala vývojový kontrakt. Po pěti měsících které strávila v ECW, udělala zde 23. října 1999 svoje poslední zjevení.

### World Wrestling Federation / Entertainment (1999–současnost)
Po zdokonalení své dovednosti ve vývojovém území Memphis Championship Wrestling, získala Amy nové ringové jméno, Lita, a byla spárovaná s Essa Rios. Lita a Rios udělali svůj WWF debut 13. února 2000 v epizodě Sunday Night HEAT kde se Rios utkal o titul WWF Light Heavyweight šampióna proti Gillbergovi. Lita napodobovala jeho chvaty vč. moonsault a hurricanrana a provedla je na soupeře. Essa Rios a Lita měli nějaký čas spor s Eddie Guerrero a Chynou. Lita se stala v historii první ženou, která se kdy fyzicky zapojila do TLC (používají se stoly, žebříky a židle) matche ve WWE.
Na začátku roku 2001 měla Lita feud s Deanem Malenko. S asistencí Matta Hardyho ho 19. února v epizodě Raw is War porazila v zápase. Po tomto zápase Hardy políbil Litu, tím začal jejich vztah nejen na obrazovkách, ale i v reálu. V červenci 2001 se Lita spojila s Trish Stratus a společně porazily Stacy Keibler a Torrie Wilson. Později v tom samém roce, tým Hardy Boyz (Matt a Jeff Hardy) začali feud, kde nesnášeli jeden druhého. Lita se stala speciálním rozhodčím mezi těmi dvěma na show Vengeance - 9. prosince. Tento zápas vyhrál Jeff. Následující týden na Raw, Matt porazil Litu a Jeffa v Handicap zápase a Hardy Boyz se definitivně rozpadli.

V březnu 2002 vyhrála Lita WWF Women's šampionát a udělala svůj samostatný ringový debut a to na WrestleManii X8, kde se postavila proti Trish Stratus. Začínalo se odhalovat, že spolu mají Lita a Christian vztah (jen v rámci příběhu), stejně tak jako Trish Stratus a Chris Jericho. 1. prosince 2003 v epizodě show Raw se ukázalo, že se Christian a Chris Jericho jen vsadili o „jeden kanadský dolar“, kdo z nich bude mít sex s Litou a Trish jako první. Odhalení vedlo k feudu mezi Jerichem a Christianem a Trish s Litou. Na show Armageddon proti sobě měli „zápas pohlaví“. 

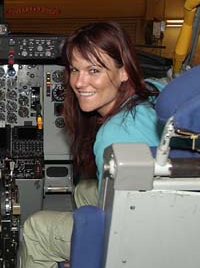
Amy s Mattem Hardym v letadle do Topeka, Kansas

Lita začala chodit s Kanem, vzali se, ale jejich vztah skončil 16. května když ho Lita zradila tím, že v zápase pomohla Edgovi. Na epizodě Raw Lita oznámila, že podala žádost o rozvod a řekla, že Kane byl v posteli něco jako pokojová služka a že se musela vypořádat s věcmi jako zpocené tělo, „hloupý“ smích a spláchnutý snubní prstýnek. Později, 20. června, si pokoušela na Raw vzít Edge za manžela. Svatební obřad byl ale přerušen mstivým Kanem.
14. srpna 2006 v epizodě Raw vyhrála Lita svůj 3. Women's titul tím, že porazila Mickie James. Titul ale zanedlouho prohrála nad Trish Stratus. Když ho získala po čtvrté, na Raw oznámila že její poslední zápas bude na show Survivor Series. Právě tento svůj poslední zápas prohrála s Mickie James a ztratila titul.

### Vystoupení na poloviční úvazek (2007-současnost)
Amy udělala speciální vystoupení na 10. prosince 2007 na 15. výročí Raw kde se spojila se svou dlouholetou rivalkou Trish Stratus a postavily se proti Jillian Hall. Ten samý večer měla krátké zákulisní setkání s Kanem. 1. listopadu 2010 udělala Amy jako Lita segment v show Raw s Pee Wee Hermanem. 12. prosince 2011 Lita byla speciální host na Slammy Awards a udílela cenu „Divalicious Moment of 2011“ , kterou vyhrála Kelly Kelly. Také se účastnila autogramiády pro WrestleManii 28 a později byla viděna v hledišti na Hall of Fame 2012 vedle CM Punka. V hledišti byla i na WrestleManii 28.

## Hudební kariéra
Amy založila hudební kapelu The Luchagors v létě 2006 a debutovala s ní v září 2006 na akci „rockového wrestlingu“ která se jmenuje Rock -N- Shock v The Masquerade v Atlantě. Při svém posledním zápase ve WWE Amy nosila na svém oblečení znak této kapely. Kapela vydala svoje první stejnojmenné album, The Luchagors, 11. září 2007.
V dubnu 2007 Amy přijala práci v Atlantě jako rozhlasová DJka pro punkovou show která běží každé soboty večer ve 21:00 na americké rádiové stanici EST. Show se jmenuje PunkRockalypse.

## Media
Lita v červnu 2001 uvedla svoje první DVD, „Lita: It Just Feels Right“. DVD vypráví o její kariéře a obsahuje i několik zápasů. Její autobiografie, ve spolupráci s Michaelem Krugmanem, „Lita: A Less Traveled R.O.A.D. – The Reality of Amy Dumas“ byla vydána v roce 2003. Kniha, která byla uvedena magazínem New York Times jako bestseller, se vztahuje k osobním tématům jako je rodina, dětská léta, wrestlingová kariéra, vztah s Mattem Hardym, zranění krku a následná rehabilitace.
Amy se také objevila v různých televizních show včetně Černý anděl, Faktor strachu a „WWF Superstars Edition“ (rok 2002). V roce 2004 se objevila v epizodě Headbangers Ball. Také byla v reklamě na Chambers of Horror 2011, udílení cen pro horory jen pro dospělé které se koná v hlavním městě Atlanty, Georgia.

## Osobní život
Na konci roku 1999 byla na plastické operaci pro zvětšení prsů. Je od přírody brunetka, během své kariéry ve WWF/E si svoje vlasy ale obarvila na červeno. Má hodně tetování: tři zelené oči na horní části pravého bicepsu a slovo „PUNK“ na vnitřní straně spodního rtu a slovo „"iconoclast (obrazoborec)“ napsané v ruské azbuce na její zadní části krku. V roce 2007 dostala návlek na levé rameno s mexickou lebkou, která je logem kapely 7 Seconds. Dříve měla Amy dva piercingy v jazyku a další dva v nose.
Amy je známá milovnice zvířat. V roce 2003 si založila charitativní organizaci na ochranu zvířat jménem Amy Dumas Operation Rescue&Education (A.D.O.R.E., přeloženo do češtiny: respekt).
V roce 2000 začala chodit s Mattem Hardym. V únoru 2005 se ukázalo, že měla několik měsíců románek se svým kolegou, wrestlerem Adamem „Edge“ Copelandem a to zatímco chodila s Hardym. Krátce potom co Hardy Litu a Edge ztrapňoval ve veřejných médiích, WWE ho vyhodila. Když se Hardy po několika měsících vrátil zpět, tato životní situace byla přeložena do storyline v show WWE. Sám Matt Hardy řekl v rozhovoru, že Litu stále považuje za blízkou kamarádku. V létě roku 2006 začala Amy chodit s Shanee Mortonem, jejím kolegou z kapely The Luchagors. Po jejich rozchodu začala být Amy ve vztahu s wrestlerem CM Punkem. Nicméně, podle rozhovoru s Mattem Hardym v březnu 2010, Amy moc dlouho s Punkem nechodila.

## Ve wrestlingu
Zakončovací chvaty
- Litasault (Moonsault)
- Lita DDT (Snap DDT)
- Reverse of Fate
- Twist of Fate

Ostatní chvaty
- Hurricaine Lita/Lita-canrana
- Litabomb (Powerbomb)
- Headscissors takedown
- Russian legsweep
- Suicide dive
- Superplex
- Tilt-a-whirl slam
- Tornado DDT
- Snap suplex
- Sleeper hold

Týmové chvaty
- Poetry in Motion

Jako manažerka
- Christopher Daniels
- Danny Doring
- Danny Doring a Amish Roadkill
- El Dandy
- Essa Rios
- The Hardy Boyz (Matt a Jeff)
- Christian
- Kane
- Christy Hemme
- Edge
- Rated-RKO (Randy Orton a Edge)
- Trish Stratus

Přezdívky
- The Extreme Diva
- The Walking Kiss of Dead
- The Queen of Extreme

Theme songy
- „Electron“ (WWF)
- „Loaded“ od Zacka Tempesta (společně s Hardy Boyz) (WWF)
- „It Just Feels Right“ od Jima Johnstona (WWF)
- „Lovefurypassionenergy“ (remix) od Boy Hits Car (WWE)